# Just One Bite 2
Just One Bite 2 (hangul: 한입만 시즌2, RR: Hanimman 2), es una serie web surcoreana transmitida del 9 de marzo del 2019 hasta el 7 de abril del 2019 por medio de Naver TV Cast.
La serie es la segunda temporada de la serie web Just One Bite.

## Historia
Cuando tres jóvenes amigas hambrientas se unen, compartir sus historias sobre el amor es una necesidad. El grupo de amigos compartirán sus dulces y amargas historias de amor y amistad.

## Reparto

#### Personajes principales
| Actor          | Personaje     | Ocupación                               | N.º de episodios | Duración |
| -------------- | ------------- | --------------------------------------- | ---------------- | -------- |
| Jo Hye-joo     | Jeon Hee-sook | -                                       | 10               | 2019     |
| Kim Ji-in      | Ha Eun-sung   | -                                       | 10               | 2019     |
| Seo Hye-won    | Im Soo-ji     | -                                       | 10               | 2019     |
| Park Sun-jae   | Ha Tae-sung   | Hermano de Eun-sung / Novio de Hee-sook | 10               | 2019     |
| Park Seung-jun | Joo Woo-kyung | Novio de Eun-sung                       | 10               | 2019     |
| Lee Shin-young | Lee Chan-hyuk | Novio de Soo-ji                         | 10               | 2019     |

#### Personajes recurrentes
| Actor       | Personaje   | Ocupación         | N.º de episodios | Duración |
| ----------- | ----------- | ----------------- | ---------------- | -------- |
| Han Kyu-won | Seon Do-nam | Amigo de Hee-sook | -                | 2019     |

#### Apariciones especiales
| Actor       | Personaje   | Episodio donde apareció | Duración |
| ----------- | ----------- | ----------------------- | -------- |
| Jung Ye-rin | Jung Ye-rin | 4                       | 2019     |

## Episodios
La segunda temporada de la serie "Just One Bite", estuvo conformada por 10 episodios, los cuales fueron emitidos todos los miércoles y sábados a las 19:00 (KST).

## Música
El OST de la serie web fue lanzado por "Loen Entertainment" (로엔엔터테인먼트) y estuvo conformado por 2 canciones:
| Artista | Canción        | Fecha de lanzamiento |
| ------- | -------------- | -------------------- |
| GFriend | Zzan Zzan (짠) | 2 de marzo de 2019   |
| GFriend | Zzan (Inst.)   | -                    |

## Producción
La serie web fue dirigida por Baek Min-hee (백민희), quien contó con el guionista Bang Yoo-jung (방유정), mientras la producción estuvo a cargo de Lee Dong-jun (이동준).
Previamente el personaje de Joo Woo Kyung fue interpretado por el cantante y actor Kim Chul-min durante la primera temporada, durante la segunda temporada el cantante y actor Park Seung-jun lo reemplazó.
También contó con el apoyo de la compañía de producción PlayList, PlayList Global.